# Фаулер (Канзас)
Фаулер (англ. Fowler) — місто (англ. city) в США, в окрузі Мід штату Канзас. Населення — 534 особи (2020).

## Географія
Фаулер розташований за координатами 37°23′0″ пн. ш. 100°11′45″ зх. д. / 37.38333° пн. ш. 100.19583° зх. д. (37.383265, -100.195793).  За даними Бюро перепису населення США в 2010 році місто мало площу 1,21 км², з яких 1,21 км² — суходіл та 0,00 км² — водойми.

## Демографія
Згідно з переписом 2010 року, у місті мешкало 590 осіб у 231 домогосподарстві у складі 150 родин. Густота населення становила 488 осіб/км².  Було 273 помешкання (226/км²).
Расовий склад населення:
| - 91,5 % — білих - 1,0 % — чорних або афроамериканців - 0,8 % — азіатів - 0,7 % — корінних американців - 4,1 % — осіб інших рас |

До двох чи більше рас належало 1,9 %. Частка іспаномовних становила 12,9 % від усіх жителів.
За віковим діапазоном населення розподілялося таким чином: 27,6 % — особи молодші 18 років, 51,6 % — особи у віці 18—64 років, 20,8 % — особи у віці 65 років та старші. Медіана віку мешканця становила 39,9 року. На 100 осіб жіночої статі у місті припадало 96,7 чоловіків;  на 100 жінок у віці від 18 років та старших — 88,9 чоловіків також старших 18 років.
Середній дохід на одне домашнє господарство  становив 51 732 долари США (медіана — 41 208), а середній дохід на одну сім'ю — 61 702 долари (медіана — 50 625). За межею бідності перебувало 8,1 % осіб, у тому числі 5,9 % дітей у віці до 18 років та 18,8 % осіб у віці 65 років та старших.
Цивільне працевлаштоване населення становило 225 осіб. Основні галузі зайнятості: освіта, охорона здоров'я та соціальна допомога — 36,9 %, сільське господарство, лісництво, риболовля — 12,0 %, мистецтво, розваги та відпочинок — 9,8 %, науковці, спеціалісти, менеджери — 9,3 %.